# Élections sénatoriales de 2020 en Arizona
Les élections sénatoriales de 2020 en Arizona ont lieu le 3 novembre 2020 afin d'élire les 30 membres du Sénat de l'État américain d'Arizona.

## Système électoral
Le Sénat de l'Arizona est la chambre haute de son parlement bicaméral. Il est composé de 30 sièges pourvus pour deux ans au scrutin uninominal majoritaire à un tour dans autant de circonscriptions. Les sénateurs ne peuvent siéger plus de quatre mandats consécutifs, soit huit ans.

## Résultats
|       | Parti républicain (R) | 16 | 1             |  |  |  |
|       | Parti démocrate (D)   | 14 | 1             |  |  |  |
|       |                       |    |               |  |  |  |
| Total | Total                 | 30 | en stagnation |  |  |  |